# Roberto Moro
Roberto Esteban Moro  (n. 10 de enero de 1964 en Santa Rosa, Provincia de La Pampa), es un político argentino. Desde enero de 2024, se desempeña como el titular de la Secretaría de Políticas Integrales sobre Drogas, durante la presidencia de Javier Milei.Anteriormente ocupó ese cargo, durante el período 2015-2019, durante la presidencia de Mauricio Macri.

## Carrera
Nacido en Santa Rosa en 1964. Dirigió el instituto en Prevención y Asistencia a la Drogodependencia de la Universidad del Salvador Ocupó el cargo de Secretario de Políticas Integrales sobre Drogas de la Nación Argentina (SEDRONAR) entre 2015 y 2019, en cuyo mandato ejerció la presidencia.
En 2007 fue designado subsecretario de Salud Mental en la Pampa..
El 14 de diciembre de 2015, Mauricio Macri lo nombra titular de la SEDRONAR.El 4 de enero de 2024, volvería a ocupar la titularidad de la SEDRONAR, durante la presidencia de Javier Milei.En 2016 se vería involucrado en el caso Danna una joven detenida en Brasil, presidenta de jóvenes PRO que quedó detenida narcotráfico cuando la policía brasileña descubrió con 5 kg de cocaína de maxima pureza en unos bolsos que trasladaba. La joven del PRO era además la representante de ese partido en el Parlamento de la Mujer en el Mercosur, semanas después de su detención se viralizo en las redes un video de la joven PRO consumiendo cocaína.
En junio de 2016 el sitio La Política Online reveló los vínculos de Moro con la Fundación Convivir (integrada por familiares de funcionarios de Cambiemos), denunciado que Moro le dio el manejo del presupuesto del Sedronar a dicha fundación. Por otra parte, en conferencia de prensa, el secretario general de ATE, Ricardo Araujo, dijo que en sector de Adicciones «hay un desguace y una intención de desarmar» el sector que perdió el 60% del personal. Ese mismo año un exfuncionario y especialista en drogas lo denunció ante la Oficina Anticorrupción.En 2020 sería denunciado  por malversación de fondos públicos al encontrarse gastos millonarios en viáticos y pasajes de avión asignados a personas cuya identidad no existía al otorgar pasajes en avión para actividades que no se hicieron y a personas que nunca fueron vistas en el organismo. También se denunció que en su paso por el SEDRONAR durante el macrismoRoberto Moro había contratando amigos personales en puestos claves, que no asistian a sus puestos de trabajo y que, incluso, debían otorgar parte de esos ingresos al titular de la SEDRONARAl mismo tiempo diferentes medios cuestionaron la falta de acción de Moro y el SEDRONAR ante el avance del narcotráfico en varias ciudades del país.

## Controversias
En el año 2007, una investigación de la revista "El Fisgón" denunció que Moro manejó fondos provenientes de un préstamo del BID para pagar sueldos, subsidios y compras a conocidos, amigos y proveedores habituales.
Moro, ha recibido críticas durante su cargo de subsecretario de Salud Mental en La Pampa por el mal estado edilicio de un centro de tratamiento a adictos en la ciudad de Santa Rosa. En octubre de 2015, los trabajadores y pacientes de dicho centro se mudaron a la sede de la subsecretaría en forma de protesta.
En el año 2015, los trabajadores de la Subsecretaría de Salud Mental y Abordaje de las Adicciones de La Pampa responsabilizaron a Roberto Moro por el estado de abandono edilicio del centro de día, situación que se agregó a la precarización de los profesionales y operadores que trabajan en el lugar. A fines de ese año, al conocerse la designación de Roberto Moro en la Secretaría de Programación para la Prevención de la Drogadicción y la Lucha contra el Narcotráfico, el diputado provincial Luis Solana cuestionó duramente al exfuncionario pampeano: “En los ocho años de gobierno de Jorge se incrementó la oferta de droga en toda la geografía pampeana”. En igual sentido se expresaría, meses más tarde, el mismo gobernador de La Pampa, Carlos Verna.
En mayo del 2016, Moro fue duramente criticado no solo por haber viajado a Nueva York a solo 24 horas de producida la tragedia en la fiesta electrónica de Costa Salguero, sino también por haber mentido acerca de la fecha del viaje. Dijo que se enteró de la tragedia cuando "estaba llegando a Estados Unidos", pero luego admitió que lo supo antes de subirse al avión y que igual se fue.
En junio del 2016 tomó estado público el sueldo percibido por la secretaria privada del titular de la SEDRONAR. Ese mismo mes, el sitio La Política Online reveló los vínculos de Moro con la Fundación Convivir (integrada por familiares de funcionarios de Cambiemos). Esta investigación de LPO sobre la sospechosa influencia de esa fundación desencadenó un pedido de informes por parte de Diputados de la Nación. En abril del 2017, un portal de noticias retomó la información publicada en La Política Online,  y puso al descubierto el desembarco de la Fundación Convivir en municipios de la provincia de Buenos Aires administrados por Cambiemos.
En septiembre del 2016 se conoció que la secta de la cientología, al amparo de Moro, había ganado espacio en la estructura de la Secretaría de Drogas de Nación, dictando talleres y capacitaciones junto a la denominada Red Federal de Madres contra la Droga.
Meses más tarde, un pedido de acceso a la información pública puso en evidencia que el pampeano a cargo de la SEDRONAR estaba sospechado de entregar pasajes gratuitos a personas allegadas. La denuncia indicaba que Moro le otorgaba pasajes a una persona muy allegada para viajar de manera asidua en avión desde Santa Rosa a Buenos Aires, con el fin de participar de reuniones institucionales sin que la invitada pudiera acreditar experiencia alguna en el ámbito de las adicciones y las drogas. También se conoció que su titulación de magíster habría sido obtenida de forma poco clara. "Hay una instancia académica que Moro se habría salteado para llegar a su título de posgrado”, afirmaba el denunciante.
En abril del 2017, funcionarios del área de adicciones de la provincia de La Pampa respondieron un pedido del Tribunal de Cuentas y responsabilizaron a Roberto Moro por ciertos subsidios que se entregaron a distintas asociaciones y no fueron rendidos.  Al mes siguiente, una investigación periodística puso bajo la lupa los millonarios subsidios recibidos por la Asociación Civil Rumen (General Pico) a partir del supuesto modus operandi de Moro de utilizar fundaciones para el desvío de fondos públicos. El origen de la pesquisa remite a las sucesivas denuncias realizadas por la diputada Patricia Testa desde el año 2010, sobre la discrecionalidad en la asignación de subsidios del gobierno de la provincia de La Pampa a Rumen.
En noviembre del 2017 tomó estado público la denuncia realizada por la Oficina Anticorrupción ante el Juzgado Nacional en lo Criminal y Correccional Federal número 6 a cargo del juez Rodolfo Canicoba Corral, bajo el número 13035/17 “Moro, Roberto s/Averiguación de Delito”. Se investiga la existencia de un “posible peculado” en la entrega de pasajes de avión.

## Familia
En cuanto a su vida personal, está casado, tiene tres hijas y un hijo. Justamente este último, Mariano Moro, fue designado a fines del 2016 en la delegación Santa Rosa del Registro Nacional de las Personas por intercesión de su padre.